# Biblioteca Bodmeriana
La Biblioteca Bodmeriana o Biblioteca Bodmer és una important biblioteca suïssa que es troba a Cologny, als afores de Ginebra. Es tracta d'un arxiu suís dels béns culturals d'importància nacional i regional. La biblioteca va ser fundada per Martin Bodmer i és famosa per ser la seu dels Papirs Bodmer. Alguns d'aquests papirs es troben entre les còpies més antigues del Nou Testament. Alguns manuscrits estan escrits en grec, altres en copte (per exemple,Papir Bodmer III). El 1956 fou adquirit el primer dels manuscrits, el papir Bodmer II o Papir 66. També compta amb una còpia de la Bíblia de Gutenberg.

## Història
Martin Bodmer va fundar la biblioteca a la dècada de 1920. Bodmer va seleccionar les obres centrant-se en el que veia com els cinc pilars de la literatura universal: la Bíblia, Homer, Dante Alighieri, William Shakespeare i Johann Wolfgang von Goethe. Va prioritzar els autògrafs i les primeres edicions. L'any 1951 Bodmer havia construït dues cases d'estil neobarroc a Cologny per a donar cabuda a la col·lecció. El 1970, poc abans de la mort de Bodmer, es va crear la Fundació Martin Bodmer per a fer accessible la col·lecció i conservació. L'any 2003 l'edifici va ser remodelat per Mario Botta. Els soterranis de les dues cases estan connectats per una estructura subterrània de dos pisos.

## Elements
La col·lecció consta de prop de 160.000 elements, incloent-hi tauletes d'argila sumèries, els papirs grecs i originals escrits a mà com partitures. S'ha apuntat que representa el context històric mitjançant l'addició d'elements polítics, filosòfics i científics.
Algunes mostres importants són:
- Còpia de l'Evangeli de Jaume, el document més antic.
- La Bíblia de Gutenberg de 1452.
- La primera edició impresa de Les 95 Tesis de Martí Luter del 1517.
- Una còpia de Newton Philosophiae Naturalis Principia Mathematica que va ser propietat de Gottfried Leibniz.
- Gotthold Ephraim Lessing, esborrany del manuscrit de Natan el Savi de 1778.
- Papir 66, Papir 73 i Papir 74.
- El manuscrit original de Les 120 jornades de Sodoma del Marquès de Sade, tot i que l'abril del 2014 va ser venut a un bibliòfil francès.[3]
- Minúscula 556, manuscrit del Nou Testament en un pergamí.

## Referències

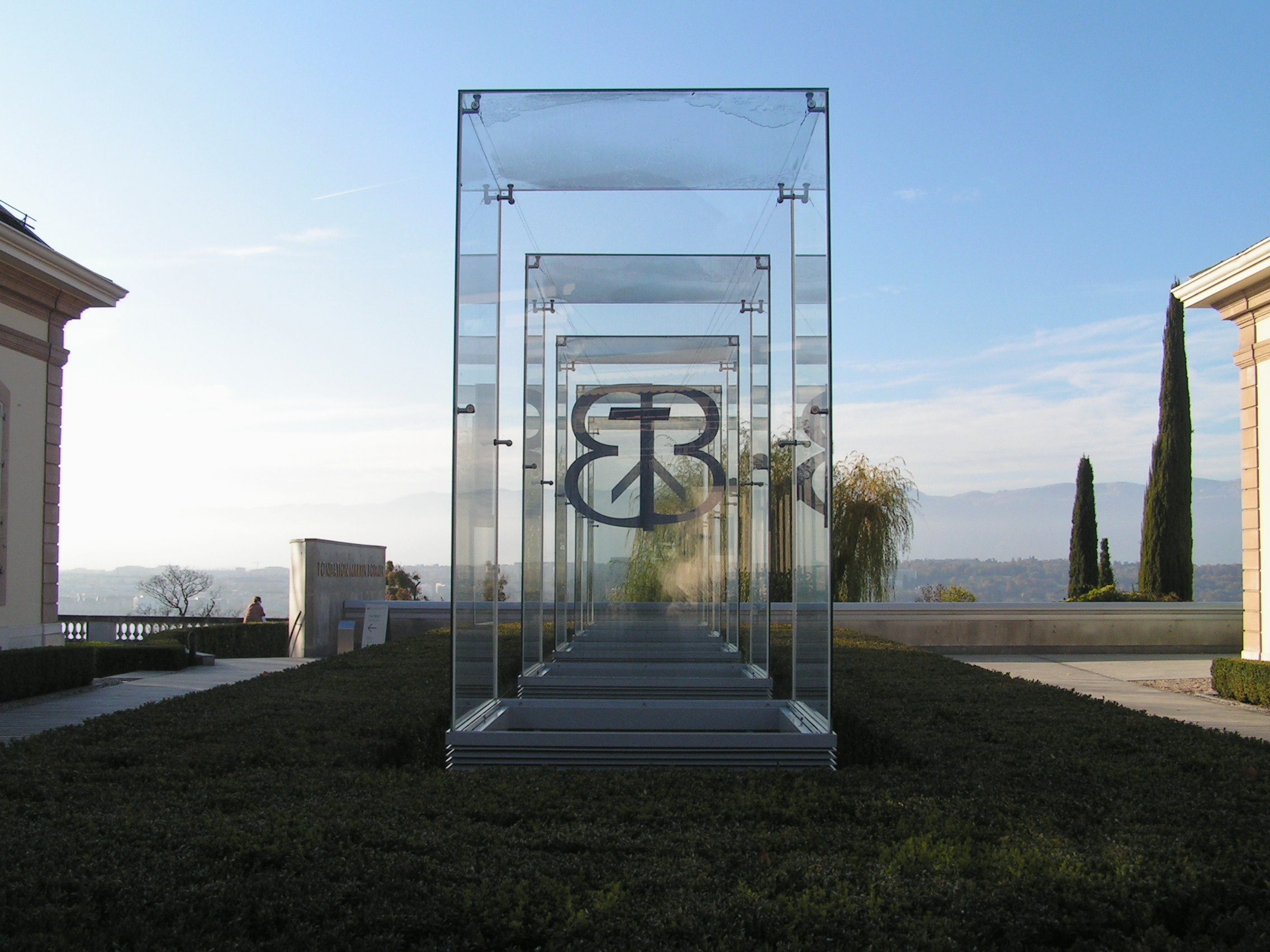
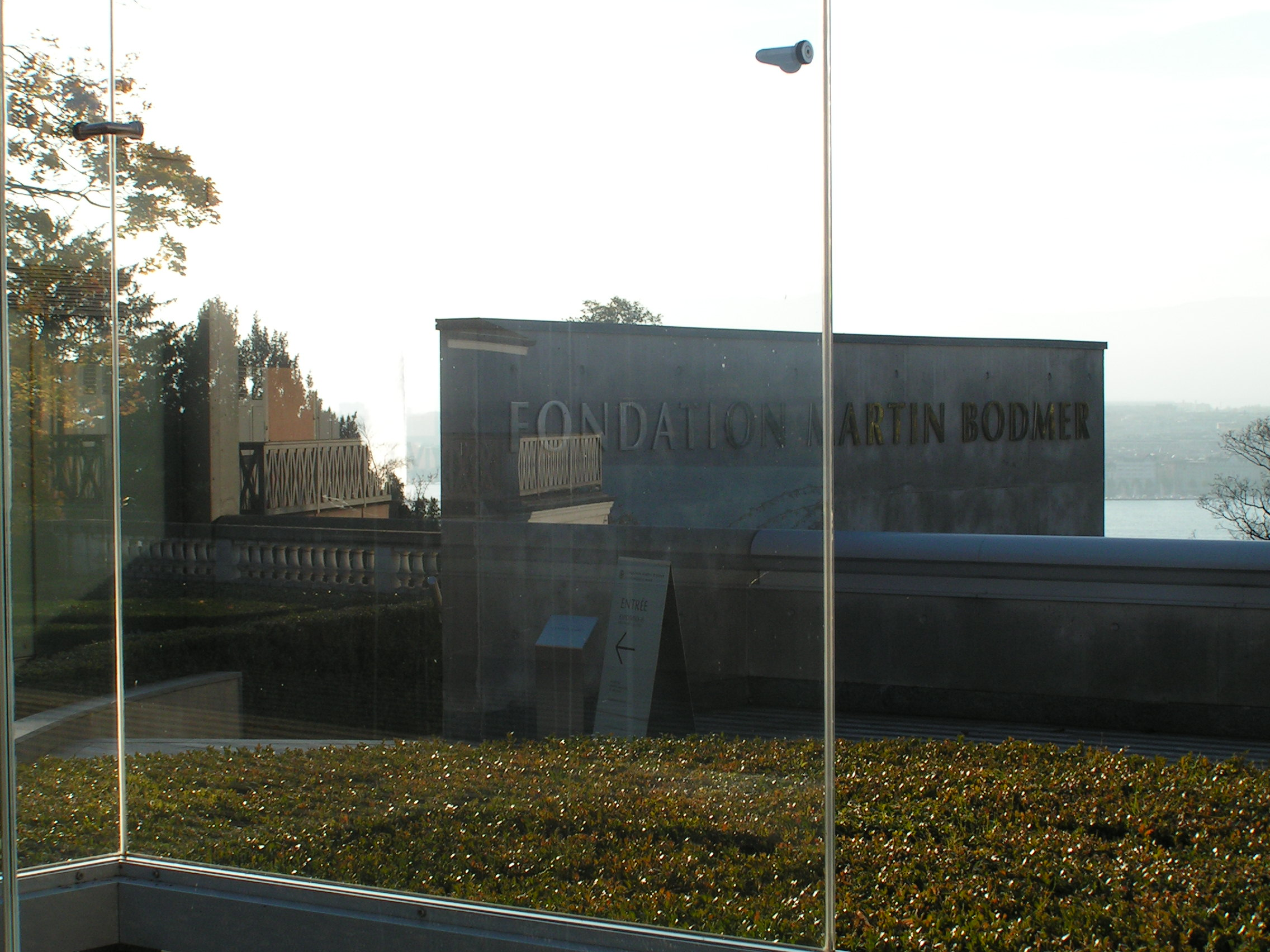
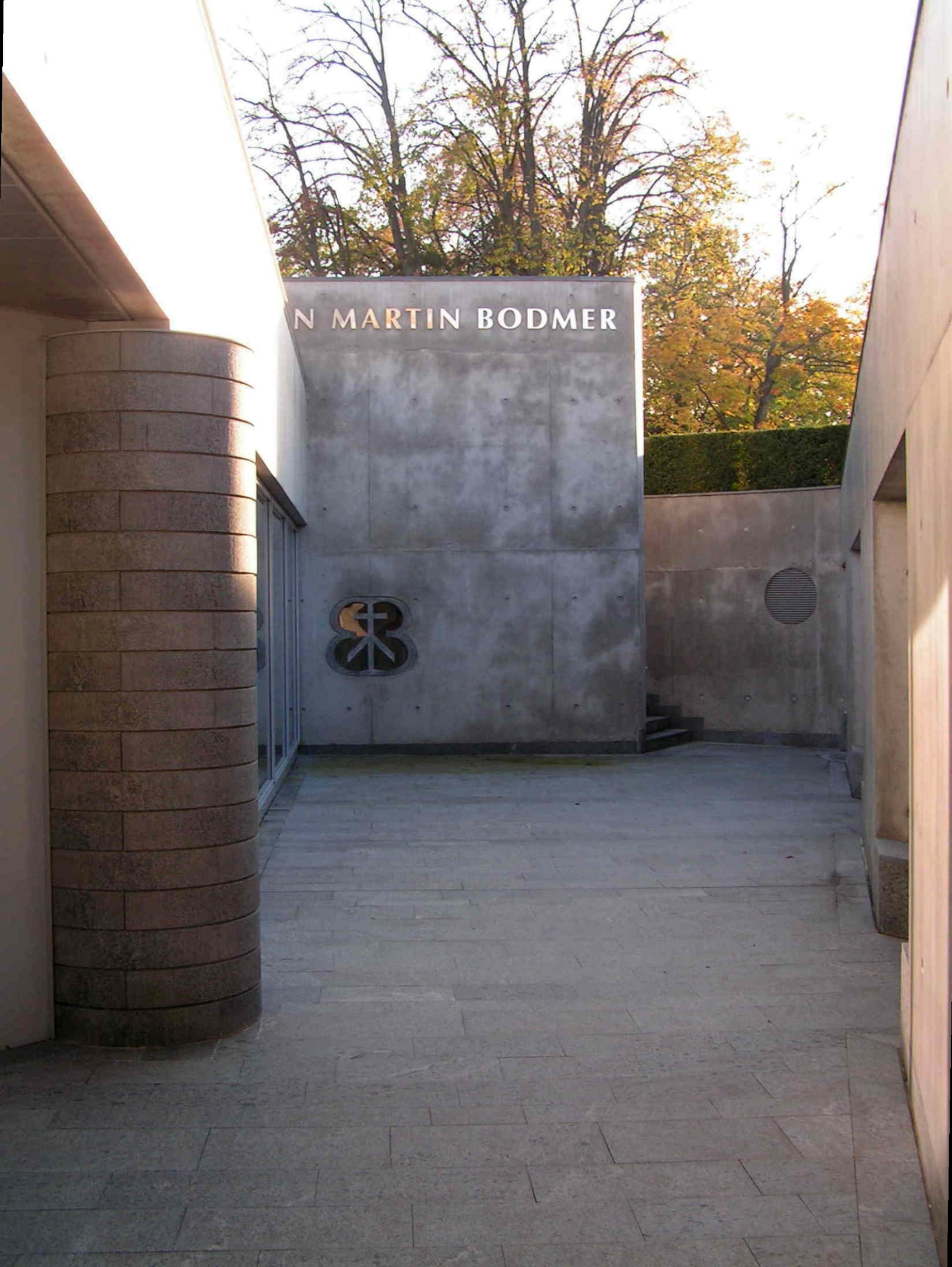